# عبد الرحمن بن عبد الله الفيصل آل سعود
الأمير عبد الرحمن العبد الله الفيصل بن عبد العزيز آل سعود وهو الابن الثالث من أبناء الأمير الراحل عبد الله الفيصل بن عبد العزيز آل سعود والأميرة الجوهرة بنت خالد بن محمد بن عبد الرحمن آل سعود، وقد تسلم عدة مناصب من قبل كان من بينها رئيس الاتحاد العربي والسعودي للحمام الزاجل، حيث أسس سموه الاتحاد العربي للحمام الزاجل، ومالك مزارع مسرة لإنتاج الماعز العارضية النادرة، كما أنه أحد المساهمين في مصنع إسمنت القصيم، وغيره من شركات خاصة.

## أسرته
متزوج من الأميرة نوف بنت فيصل بن تركي بن عبد الله آل سعود - ابنة الأميرة لولوة بنت عبد العزيز آل سعود.

### أبناؤه
- الأمير خالد بن عبد الرحمن بن عبد الله الفيصل آل سعود.
- الأمير محمد بن عبد الرحمن بن عبد الله الفيصل آل سعود متزوج من الأميرة ساره بنت محمد بن عبدالله بن محمد بن عبدالرحمن آل سعود .
- الأميرة ريم بنت عبد الرحمن بن عبد الله الفيصل آل سعود. متزوجة من الأمير تركي بن خالد بن عبد الله بن محمد بن عبد الرحمن آل سعود. ولها الأميرة لولو متزوجة من الأمير محمد بن تركي بن خالد بن فيصل بن سعد الاول ، الأميرة نوف.
- الأميرة سارة بنت عبد الرحمن بن عبد الله الفيصل آل سعود. متزوجة من الأمير محمد بن فيصل بن بندر بن عبد العزيز آل سعود.
- الأميرة لطيفة بنت عبد الرحمن بن عبد الله الفيصل آل سعود متزوجة من الأمير خالد بن فهد بن عبد الله بن محمد بن عبد الرحمن آل سعود.